# Гданське гетто
Гданське гетто — це гетто, яке було створене керівництвом німецької фашистської армії за часів Другої світової війни, де утримували та винищували євреїв і деяких поляків. Пам'ятка для вшанування жертв цього гетто була встановлена в Гданську на вул. Owsiana 7.

## Історія створення
У серпні 1939 року нацисти заснували в Гданську гетто, яке розташовувалося в одній будівлі — колишньому притулку на вул. Мільчканен (Milchkannengasse). Там були житлові приміщення, кухня з їдальнею та кімната, де можна було помолитися. У 1940 році гетто було переведено до зерносховища «Червона Миша» на вул. Маусегассе (Mausegasse) (тепер вул. Овсяна (Owsiana) 7). Там німці ув'язнювали євреїв з Гданська, а також періодично перебували люди єврейського походження з інших міст, зокрема: з Лодзя та Будапешта. Будівлю не закривали, але для її мешканців діяла комендантська година та інші обмеження.

## Опис та події
Євреїв, ув'язнених у Гданському гетто  послідовно депортували до таборів Аушвіц-Біркенау (Auschwitz-Birkenau), Штутгоф(Stutthof) і Терецін (Terezinie). Ймовірно, з Гданського гетто до концтабору Штугроф (Konzentrationlager Stutthof) у 1941 році потрапили Людвік Годфрід, Оскар Давід, Юліуш Лахман, Гюнтер Абрахамсон, Павел Лігман. Чоловіки були похилого віку і виживали в табірних умовах від кількох днів до кількох тижнів. Серед офіційних причин смерті в документах зазначали катар шлунку. Історія вчительки музики Сари Доріс Ленцнер, яка була депортована з гетто, розповідає про те, як з ними обходились в таборі. Сама жінка, яка постійно переслідувалась, була побита до крові і доведена до нервового зриву просила про отруту. Зрештою її вбив один з німецьких охоронців смертельним уколом. Як причину смерті у її документах вказали ослаблення серцевого м'яза та флегмону стегна.
Гетто в Гданську обмежувалося лише зерносховищем — це не був район, відгороджений стіною, а сама будівля була відкритою. Однак самі мешканці гетто підлягали обмеженням і рестрикції. Ідея полягала в тому, щоб зосередити євреїв в одному місці та ізолювати їх від решти суспільства. Раніше у них конфіскували майно, виселяли, вони не могли перебувати в громадських місцях і користуватися громадським транспортом. Їхні харчові пайки, можливості робити покупки, доступ до медичної допомоги та можливість влаштуватися на оплачувану роботу були обмежені. Євреї повинні були регулярно з'являтися в поліцейські відділки. Періодично оновлювали їх списки, щоб тримати контроль над ними. У вересні 1941 року було введено обов'язкове носіння зірки Давида на плечі. На момент початку війни в Гданську проживало близько 1,4 тис. гданських євреїв (громадяни Вільного міста Гданська).